# Dřínov (okres Kroměříž)
Obec Dřínov se nachází v okrese Kroměříž ve Zlínském kraji. Žije zde 425 obyvatel.

## Obyvatelstvo

### Struktura
Vývoj počtu obyvatel za celou obec i za jeho jednotlivé části uvádí tabulka níže, ve které se zobrazuje i příslušnost jednotlivých částí k obci či následné odtržení.
| Místní části   | Místní části | 1869 | 1880 | 1890 | 1900 | 1910 | 1921 | 1930 | 1950 | 1961 | 1970 | 1980 | 1991 | 2001 | 2011 | 2018 | 2019 |
| -------------- | ------------ | ---- | ---- | ---- | ---- | ---- | ---- | ---- | ---- | ---- | ---- | ---- | ---- | ---- | ---- | ---- | ---- |
| Počet obyvatel | část Dřínov  | 460  | 511  | 509  | 523  | 492  | 520  | 559  | 495  | 574  | 555  | 496  | 465  | 438  | 438  | 434  | 435  |
| Počet domů     | část Dřínov  | 74   | 97   | 100  | 101  | 102  | 104  | 120  | 139  | 141  | 137  | 127  | 144  | 144  | 148  | -    | -    |

## Pamětihodnosti
- Zámek Dřínov
- Boží muka u rozcestí
- Kaple

## Galerie

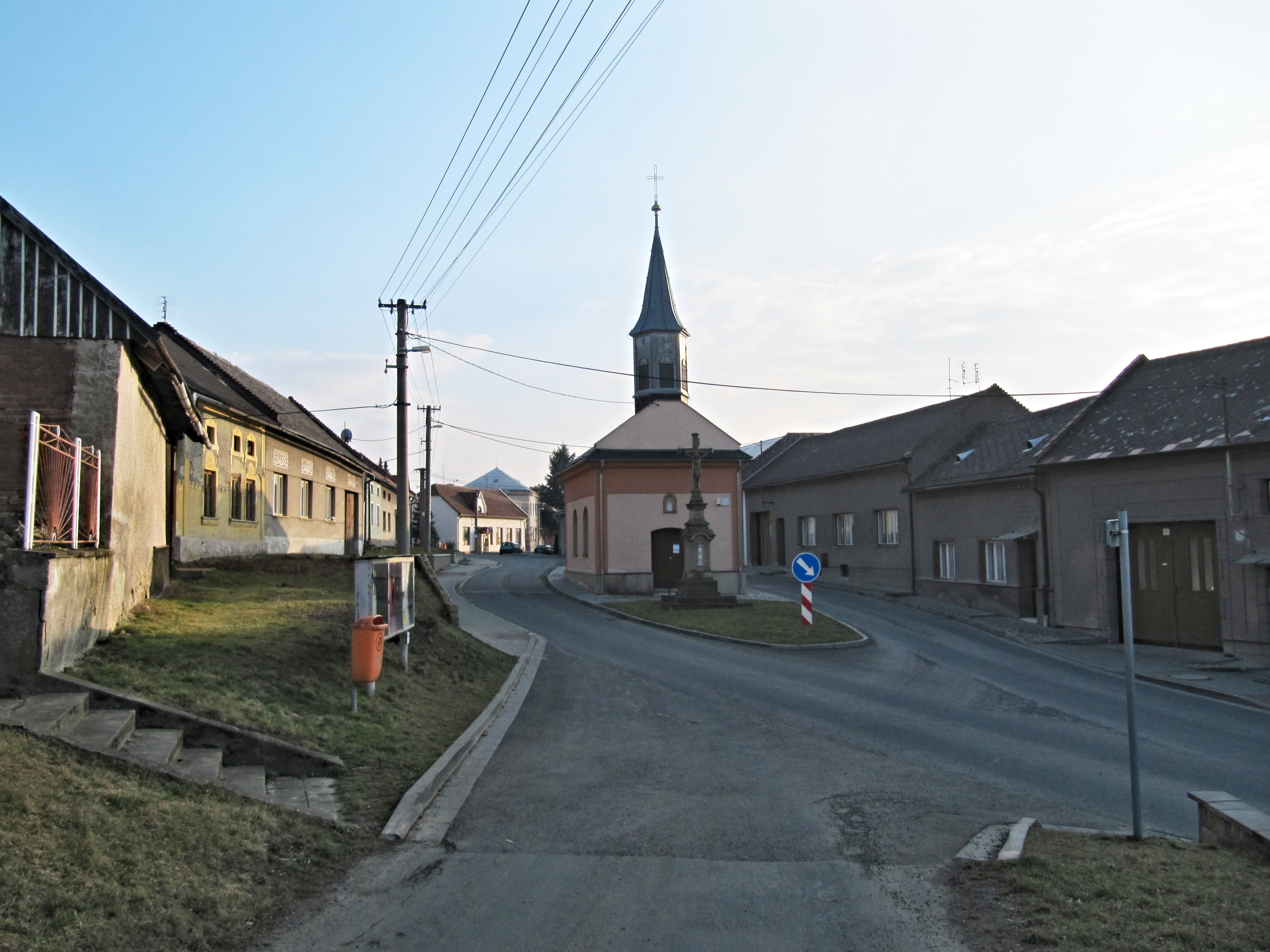
Kaple sv. Jana Nepomuckého
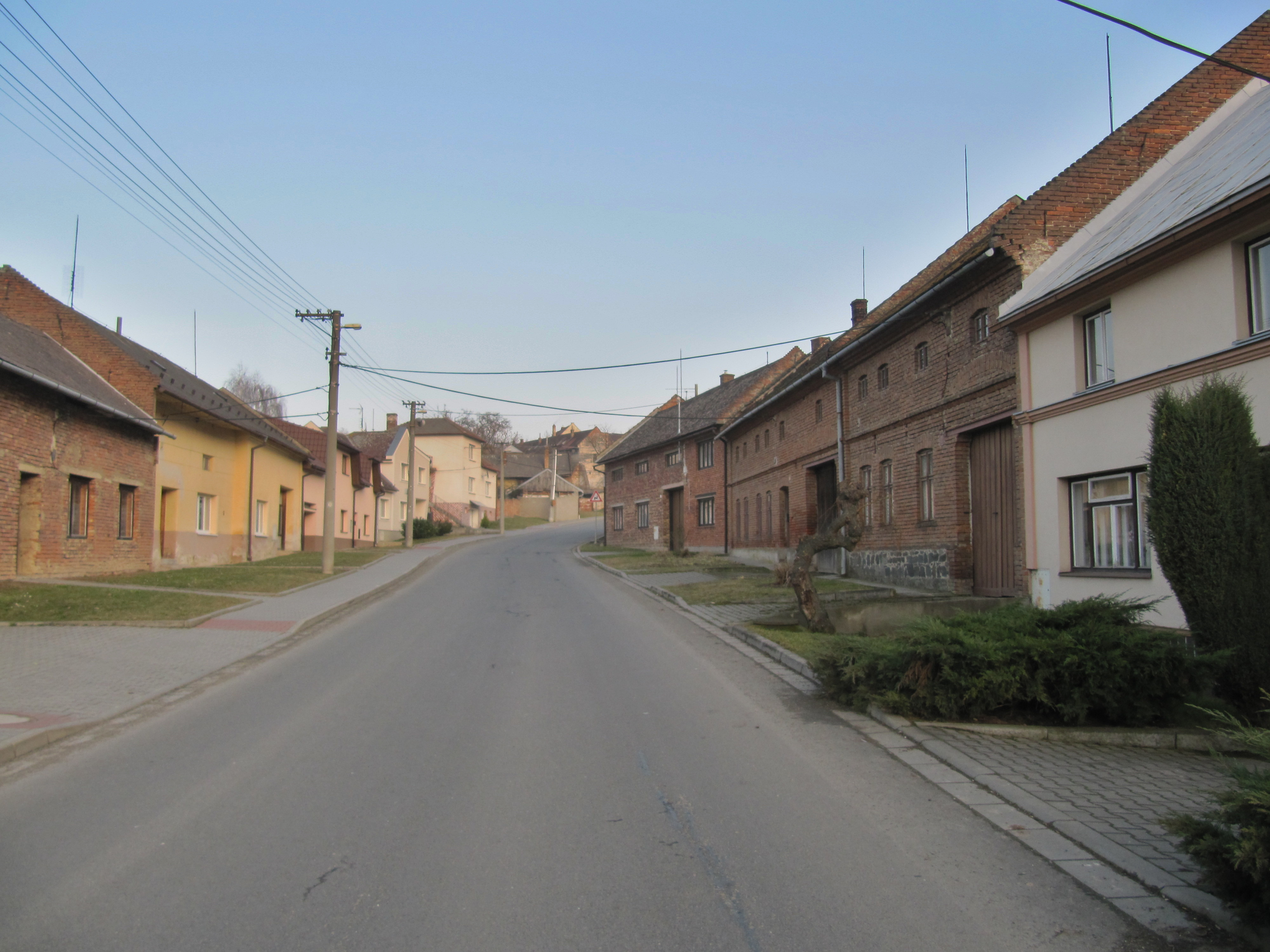
Hlavní ulice
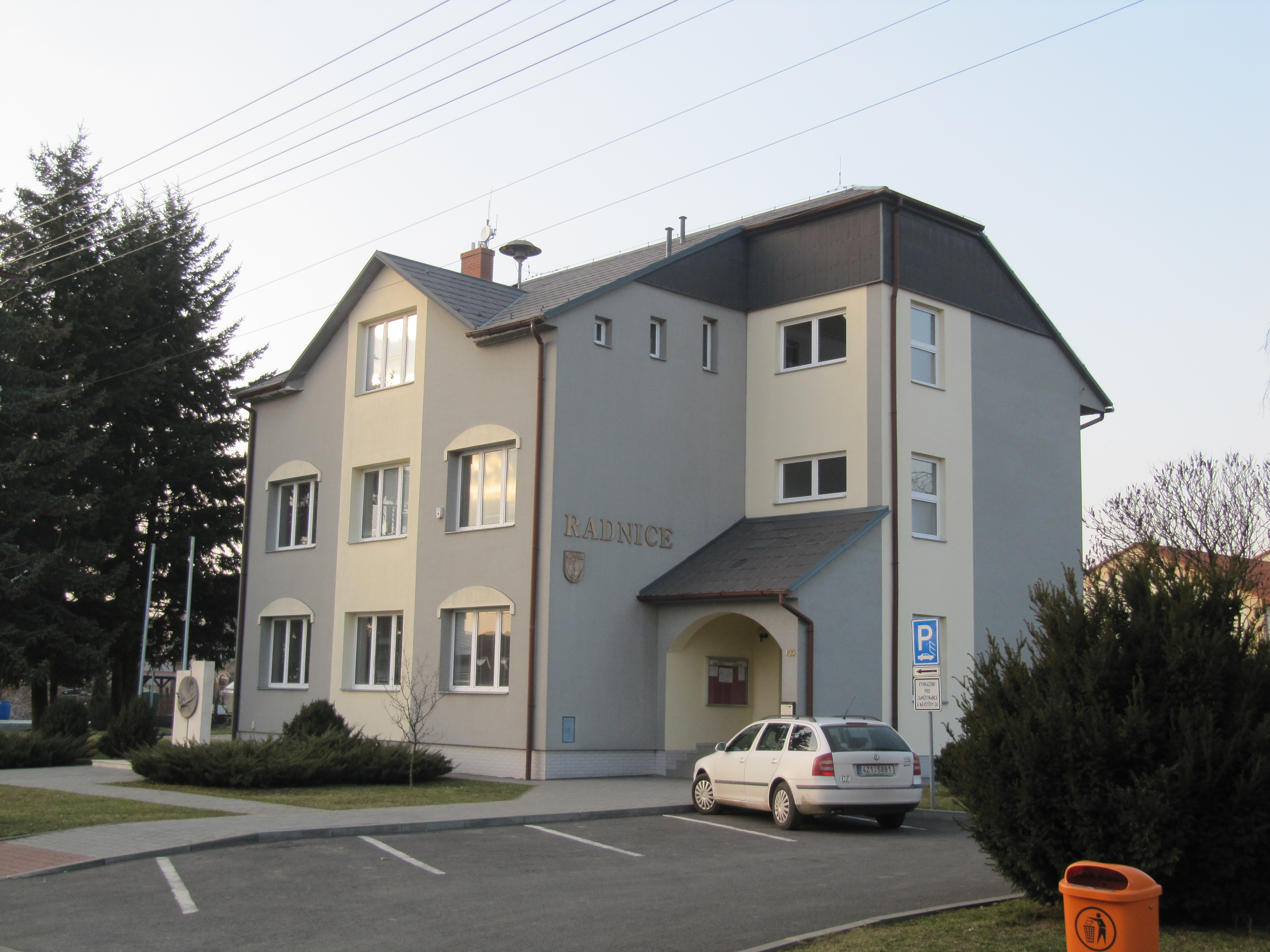
Obecní úřad
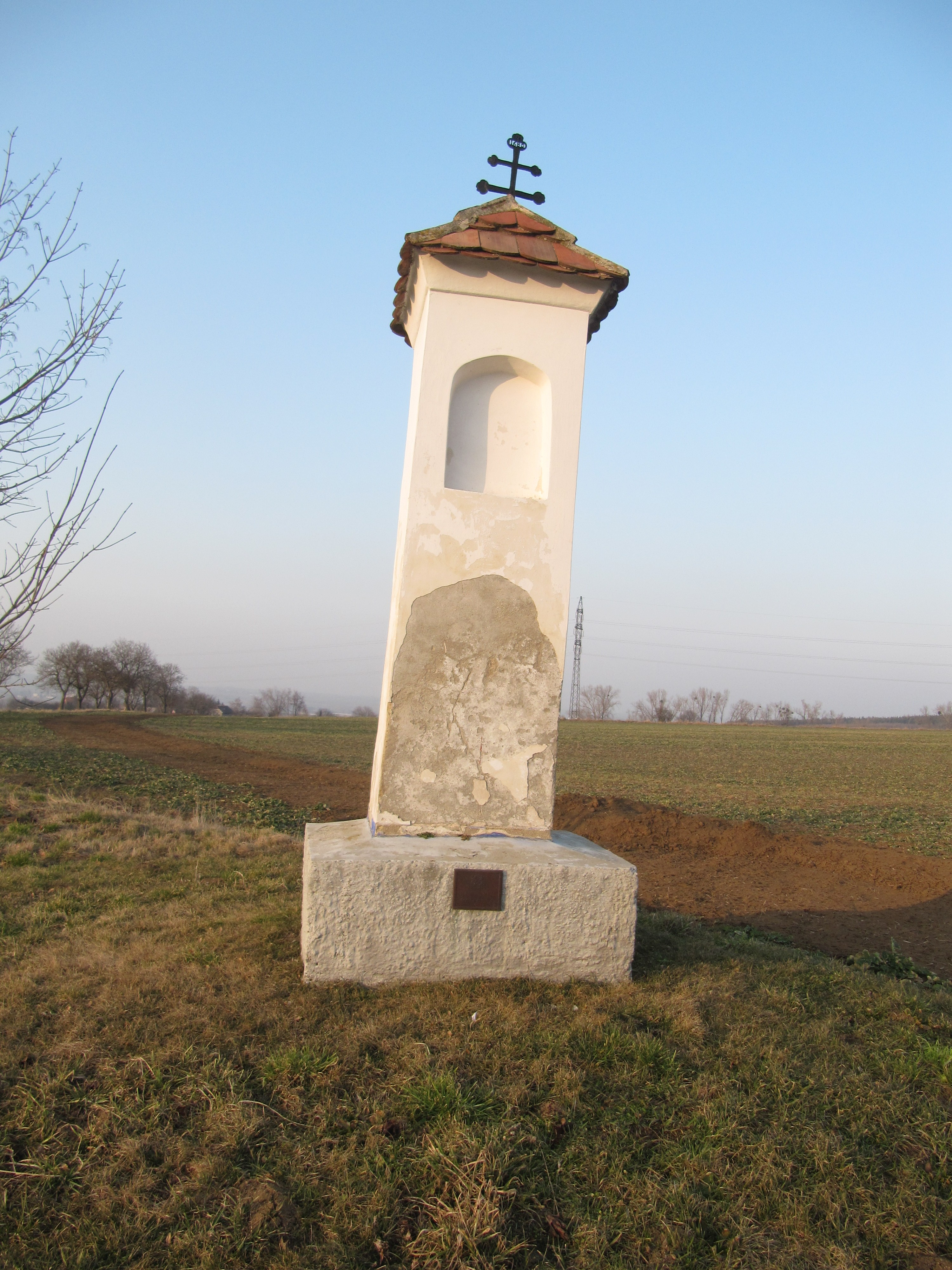
Boží muka na rozcestí nad obcí

## Významní rodáci
V Dřínově se v roce 1807 narodil poslanec Moravského zemského sněmu Franz Girziczek.
V roce 1869 se v obci narodil pedagog, vědec a veterinární lékař MVDr. Josef Taufer. Ve vestibulu Tauferovy střední odborné školy veterinární v Kroměříži je umístěna jeho pamětní deska.